# 明野駐屯地

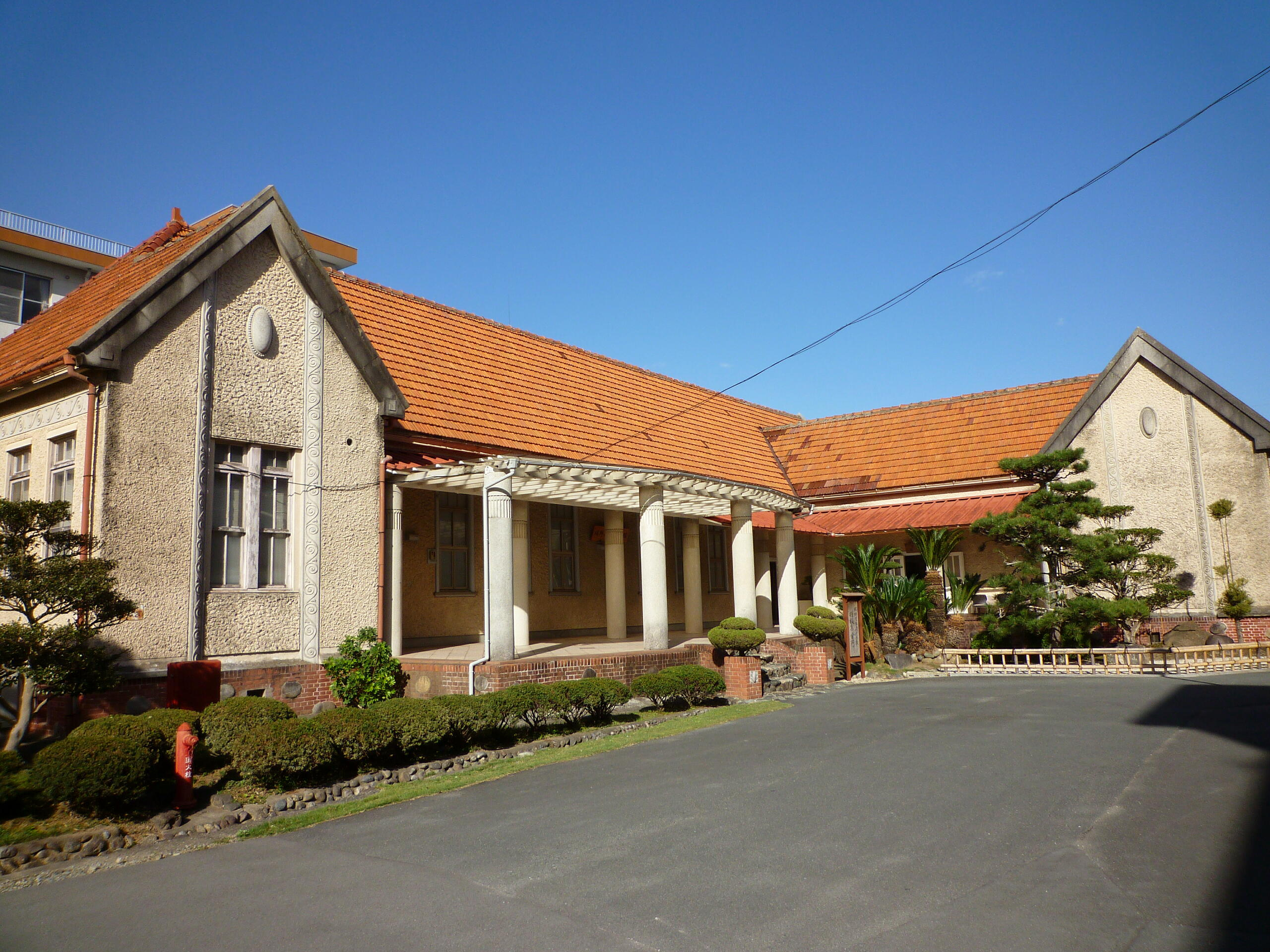
明野航空記念館

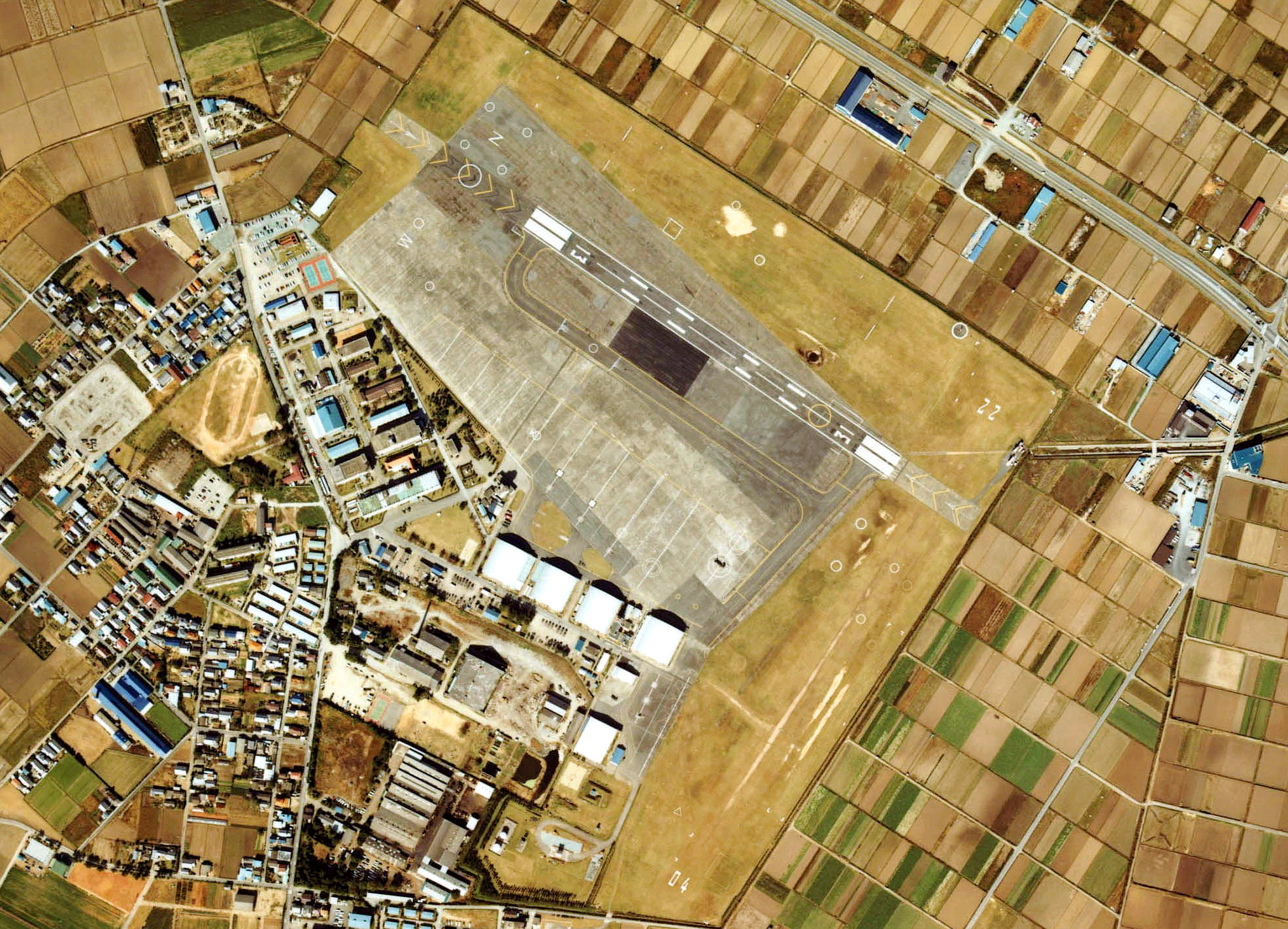
明野駐屯地付近の空中写真。（1983年（昭和58年）撮影）

明野駐屯地（あけのちゅうとんち、JGSDF Camp Akeno）は、三重県伊勢市小俣町明野に所在する陸上自衛隊航空学校等が駐屯し、明野飛行場を有する陸上自衛隊の駐屯地である。

## 概要
陸上自衛隊航空学校本校がある他、飛行実験隊、第5対戦車ヘリコプター隊、第10飛行隊が置かれている。航空学校の演習場として度会郡玉城町蚊野に陸上自衛隊航空訓練場が存在する。駐屯地司令は、陸上自衛隊航空学校長が兼務。

## 沿革
日本陸軍
- 1920年（大正9年）4月22日：陸軍航空学校射撃班として発足。
- 1921年（大正10年）4月1日：陸軍航空学校明野分校に昇格、度会郡北浜村大字村松に設置。
- 1924年（大正13年）5月17日：明野陸軍飛行学校として独立。
- 1939年（昭和14年）2月10日：陸軍気象部明野観測所が設立。
- 1944年（昭和19年）6月20日：明野教導飛行師団に改編。
- 1945年（昭和20年）
  - 2月22日及び4月22日：米軍の空襲を受ける。
  - 7月18日：第一教導飛行隊に改編。
  - 8月29日：第一教導飛行隊が部隊解散。

陸上自衛隊明野駐屯地
- 1955年（昭和30年）8月1日：明野駐屯地が開設[1]。陸上自衛隊航空学校が浜松駐屯地から移駐。
- 1962年（昭和37年）1月18日：第10飛行隊が八尾駐屯地から移駐。
- 1977年（昭和52年）3月25日：陸上自衛隊航空学校に教育支援飛行隊を編成。
- 1994年（平成6年）3月28日：第5対戦車ヘリコプター隊が新編。
- 1999年（平成11年）11月30日：陸上自衛隊航空学校の飛行開発実験隊（後身は陸上自衛隊開発実験団隷下の飛行実験隊）が廃止。
- 2001年（平成13年）3月27日：航空学校飛行開発実験隊を母体に飛行実験隊を新編。
- 2004年（平成16年）3月29日：中部方面後方支援隊第107全般支援大隊整備中隊明野派遣隊が新編。
- 2022年（令和04年）12月1日：明野NDB（無指向性無線標識）廃止。

## 駐屯部隊・機関

### 防衛大臣直轄部隊・機関
- 陸上自衛隊航空学校
  - 企画室
  - 総務部
  - 整備部
  - 第1教育部：師団や航空部隊の運用に関する教育課程
  - 第2教育部：陸上自衛隊のヘリコプターの操縦訓練課程（UH-60JA、UH-2、OH-1、AH-1Sなど）
  - 研究部：教育訓練に関する調査・研究
  - 飛行教導隊：航空学校及び富士学校における幹部教育課程の教育支援を行う（UH-60JA、CH-47JAなど）
- 陸上自衛隊教育訓練研究本部
  - 陸上自衛隊開発実験団
    - 飛行実験隊（主としてOH-1の試験飛行を行っている）
- 警務隊
  - 中部方面警務隊
    - 第130地区警務隊
      - 明野派遣隊

### 中部方面隊隷下部隊
- 第10師団
  - 第10飛行隊（UH-1J）
- 中部方面航空隊
  - 第5対戦車ヘリコプター隊（AH-1Sを運用する対戦車ヘリコプター部隊）
  - 中部方面管制気象隊
    - 第1派遣隊
- 中部方面後方支援隊
  - 第107全般支援大隊
    - 整備中隊
      - 明野派遣隊
- 中部方面システム通信群
  - 第104基地システム通信大隊
    - 第306基地通信中隊
      - 明野派遣隊

## 最寄りの幹線交通
高速道路
- 伊勢自動車道 玉城IC

一般道路
- 国道23号（南勢バイパス）
- 三重県道713号東大淀小俣線
- 三重県道714号村松明野停車場線
- 三重県道428号伊勢小俣松阪線

鉄道
- 近鉄山田線 明野駅 - 普通列車（各駅停車）のみ停車。

港湾
- 津松阪港（重要港湾）
- 尾鷲港（重要港湾）

飛行場
- 明野飛行場

## 特徴
かつて駐屯地に隣接して海上保安庁伊勢航空基地（いせこうくうきち、JCG Ise Air Station）があり、陸上自衛隊と滑走路を共用していたが、2008年（平成20年）に中部国際空港へ移転した。
長らく三重県唯一の飛行場であったが、津市伊勢湾ヘリポートが完成したことにより、三重県防災ヘリ、三重県警察ヘリは、2006年（平成18年）2月に明野駐屯地から津市伊勢湾ヘリポートに移転。
地元では「明野の自衛隊」、「明野の飛行場」と呼ばれ、毎年秋に開催される航空祭には多くのヘリコプターファンが訪れる。